# Pribočnik
Pribočnik (s tujko adjutant, iz latinske besede adiutans) je vojaški poklic, ki označuje vojaško osebo nižjega čina, katerega glavna zadolžitev je pomagati nadrejenemu oz. vojaški osebi z višjim činom. Medtem, ko v nekaterih oboroženih silah pribočnik predstavlja dejanski čin, pa je večinoma le oznaka položaja.
Čin pribočnika se razlikuje v oboroženih silah; v nekaterih so pribočniki le častniki, ki pomagajo visokim častnikom oz. generalom, medtem ko so v drugih oboroženih silah to višji podčastniki.
Včasih je bil neposredni pomočnik vojaškega poveljnika, danes pa skrbi za njihove splošnoupravne, administrativne ali osebne zadeve. Tako v britanskih oboroženih silah poveljnik poveljuje enotam med bitko, medtem ko njegov adjutant kontrolira oz. nadzoruje potek bitke in izvajanje ukazov; posledično ima velik vpliv na vojaško taktiko.